# Stopplaats Dingeweg
Stopplaats Dingeweg (telegrafische code: dgw) is een voormalig stopplaats aan de Spoorlijn Sauwerd - Roodeschool. De halte lag aan de doorgaande weg Dingeweg, tussen Uithuizen en Uithuizermeeden. De stopplaats werd geopend op 16 augustus 1893 en gesloten op 15 mei 1926.